# Hennstedt, Dithmarschen
Hennstedt là một đô thị thuộc huyện Dithmarschen, trong bang Schleswig-Holstein, nước Đức. Đô thị Hennstedt, Dithmarschen có diện tích 21,94 km², dân số thời điểm 31 tháng 12 năm 2006 là 1952 người. Hennstedt có cự ly khoảng 10 km về phía đông bắc của Heide. Hennstedt là thủ phủ của Amt Kirchspielslandgemeinde ("đô thị chung") Eider.